# شین کیونگ-هاین
شین کیونگ-هاین (انگلیسی: Sin Kyung-hyen؛ متولد ۱۲ دسامبر ۱۹۷۷) یک تکواندوکار اهل کره جنوبی است.
وی در مسابقات قهرمانی تکواندو جهان ۲۰۰۱، پس از شکست دادن وانگ ای-شیان در بازی نهایی، در دسته سنگین‌وزن مدال طلا را از آن خود کرد. وی در مسابقات قهرمانی تکواندو جهان ۲۰۰۵ در مادرید، مدال طلای دیگری به دست آورد. وی در مسابقات تکواندو قهرمانی آسیا در سال ۲۰۰۰ موفق به کسب مدال نقره شد.